# آقوشه

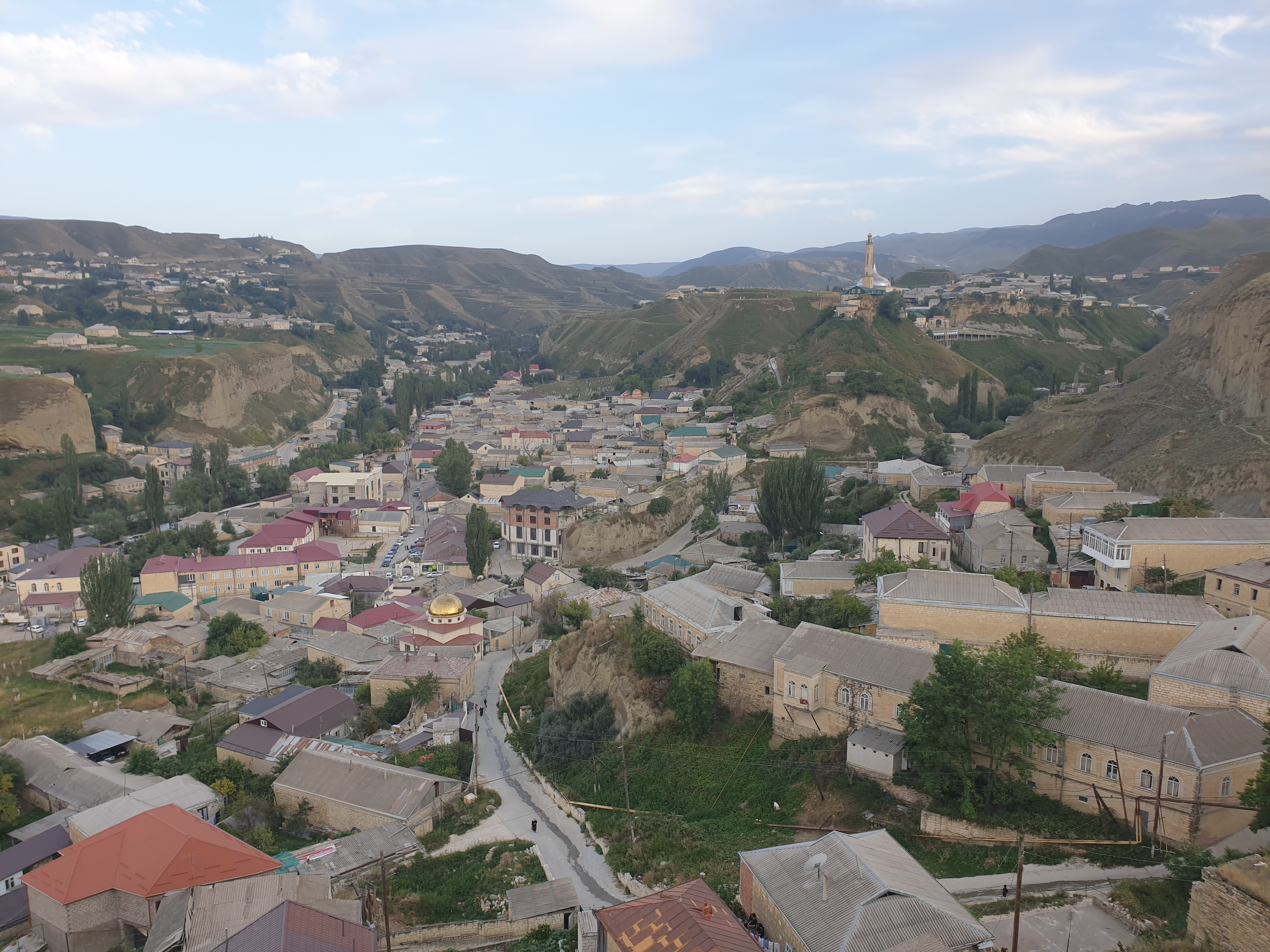
روستای آقوشه، منطقه آکوشینسکی، داغستان

آقوشه (به لاتین: Akusha) یک شهرک در روسیه است که در داغستان واقع شده‌است.